# MC奥兰
奥兰莫罗迪亚俱乐部（法語：Mouloudia Club of Oran，简称MC Oran）是一家位于阿尔及利亚奥兰的足球俱乐部，俱乐部创建于1917年。球队的主场为阿哈迈德·萨巴纳体育场。

## 球队荣誉
- 阿爾及利亞足球甲級聯賽冠军：4次

1971年，1988年，1992年，1993年
- 阿尔及利亚盃: 4次

1975年，1984年，1985年，1996年
- 非洲冠军联赛亚军：1次

1989年